# Headless Hero
Cette page contient des caractères thaïs. En cas de problème, consultez Aide:Unicode ou testez votre navigateur.
Pour plus de détails, voir Fiche technique et Distribution.
Headless Hero (Thaï : ผีหัวขาด / Phii hua khaat) est un film comique thaïlandais réalisé par Komsan Treepong et sorti en 2002.
Ce film, parodie des films de fantômes (comme Nang Nak) et d'action, a été le succès de l'année 2002 en Thaïlande.

## Synopsis
Maître Groan (Ajan) et ses trois disciples Muek, Koh et Phuak remontent la rivière la nuit en barque puis vont dans un cimetière pour faire de la magie noire. Maïtre Groan veut récolter de l'huile d'une morte pour fabriquer un philtre d'amour (selon une croyance populaire, l'"huile" récolté sur un fantôme de futur mère, un "phi tai thang klom" comme la malheureuse Nak, favorise le pouvoir de séduction des hommes, ainsi que la bonne fortune,). Mais il se trompe dans ses sortilèges et réveille tous les morts. Les quatre profanateurs sont en danger mais deux bonzes arrivent et rompent par leur présence le sort maléfique. Tout redevient calme et normal.
Le jeune Diew (Diao) va au village. Sa mère est morte quand il avait sept ans et son père vient de mourir. Il va voir, sur recommandation de son père, Maître Groan pour apprendre la boxe thaïlandaise. 
Au village, Mademoiselle Tuptim (et sa sœur Sa) est agressée par la bande des voyous de Pong. Diew la défend et met les mauvais garçons en fuite. Diew et Tuptim tombent amoureux.
Au village, les commerçants sont rackettés par la bande de Maad. Diew intervient de nouveau et un bonze fait cesser la bagarre.
Diew apprend que le village organise une fête avec course de buffles et compétition de boxe. Il s'inscrit aux deux épreuves. Il remporte la course de buffles contre Pong et le combat de boxe contre Maad.
Dans le même temps, le temple de Pu est pillé. Diew rencontre sur le chemin du retour les voleurs, les met en déroute et récupère la tête de Bouddha dérobée.
C'est alors que Tuptim a un mauvais présage : Diew va mourir. En effet, il tombe dans une embuscade et se fait trancher le cou par Maad ; son buffle est aussi tué. Le fantôme de Diew revient pour se venger.

## Fiche technique
- Titre original : ผีหัวขาด / Phii hua khaat
- Titre international : Headless Hero
- Réalisation : Komsan Treepong (คมสัน ตรีพงษ์)
- Scénario : Hua Hai et Thanapol Thanarungroj
- Pays :  Thaïlande
- Langue originale : thaï
- Format : couleur
- Genre : comédie, horreur, fantastique
- Durée : 120 minutes
- Date de sortie : 18 octobre 2002 (Thaïlande)

## Distribution
- Suthep Po-ngam (เทพ โพธิ์งาม) : Maître (อาจารย์ /Ajan) Groan (โกร๋น)
- Chern-Yim (ชูศรี เชิญยิ้ม) : Muek (ไอ้หมึก), disciple de Maître Groan
- ค่อม ชวนชื่น : Koh, disciple de Maître Groan
- Jaturong Mokjok (จตุรงค์ ม๊กจ๊ก) : Puak, disciple de Maître Groan
- Yaisamer Chanit (วินรวีร์ ou ฌานิศ ใหญ่เสมอ) : Diew (Diao) ( ไอ้เดี่ยว)
- Samart Payakaroon (สามารถ พยัคฆ์อรุณ) : Père de Diew
- Natthamonkarn Srinikornchot (ณัทธมนกาญจน์ ศรีนิกรโชติ ou นพวรรณ ศรีนิกร) : Mademoiselle Tuptim (ทับทิม)
- ไอริณ ศรีแกล้ว : Sa, sœur de Tuptim
- Prapadon Suwannabang (Praptpapol Suwanbang ; ปราปต์ปฎล สุวรรณบาง) : Pong (สมพงษ์)
- ธนิสร สัตยมงคล : Maad (ไอ้มาด)

## Accueil
Le film a été un grand succès. C’est le plus gros succès de 2002 et le 48e de l’histoire en Thaïlande avec des recettes d’environ 73 millions de baht (2,1 millions d’euros).